# Кустово (Московская область)
Кустово — деревня в Сергиево-Посадском районе Московской области, в составе муниципального образования Сельское поселение Шеметовское (до 29 ноября 2006 года входила в состав Ченцовского сельского округа).

## Население
| 2002 | 2006 | 2010 |
| ---- | ---- | ---- |
| 0    | →0   | ↗7   |

## География
Кустово расположено примерно в 26 км (по шоссе) на север от Сергиева Посада, на безымянном ручье бассейна реки Дубны, высота центра деревни над уровнем моря — 154 м.